# 수컷

수컷은 암컷 동물과 대비되는 동물들의 성별로, 정자를 만들어 내는 개체들을 말한다.
주로 인간 이외의 동물을 가리킬 때에 사용되며, 인간의 남성에 해당한다.
수컷의 기호는 창과 방패를 본뜬 「♂」이다.

## 같이 보기
- 암컷
- 성별
- 남성
- 여성